# Alfonso Ponce de León
Alfonso Ponce de León Cabello (Málaga, 10 de septiembre de 1906-Madrid, 29 de septiembre de 1936) fue un pintor español vanguardista. Militante de Falange Española, murió asesinado por el bando republicano en los primeros meses de la Guerra Civil.

## Biografía
Hijo de Juan Ponce de León y Encina y Guadalupe Cabello Fernández, nació en la Alameda Principal de Málaga. En 1911 se traslada con su familia a Madrid, donde ingresa, junto con sus hermanos Juan y Guillermo, en los jesuitas del Instituto Católico de Artes e Industrias. En 1916 pasa al Instituto Cardenal Cisneros y en 1923 inicia su aprendizaje artístico en la Escuela Especial de Pintura, Escultura y Grabado de la Real Academia de Bellas Artes de San Fernando.

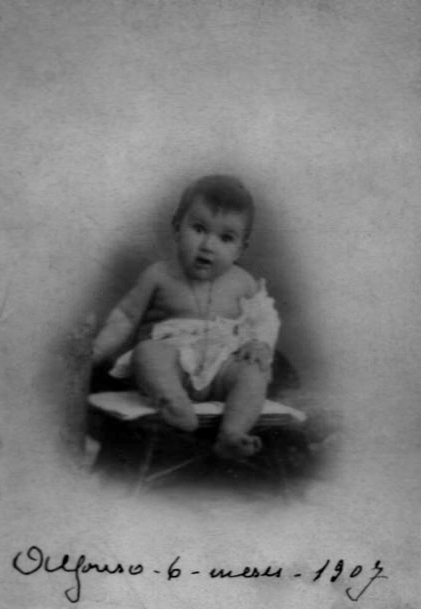
Alfonso a los seis meses de edad

Allí tuvo como profesores a José Garnelo, Cecilio Pla y José Moreno Carbonero, entre otros, y como compañeros de clase al escultor Emilio Aladrén, a Salvador Dalí, Maruja Mallo y Remedios Varo. Entre sus amigos de esa época figuran, además de Aladrén y Mallo, Federico García Lorca, José Moreno Villa y Margarita Manso Robledo, que había ingresado en San Fernando en 1924 y que se convertiría en su esposa en 1933. También conoció a Luis Buñuel y otros contertulios del Café Granja El Henar. Desde un primer momento se integró en los ambientes de vanguardia, exhibiendo su obra en los Salones de Artistas Independientes de Madrid, vinculándose con el llamado realismo mágico.

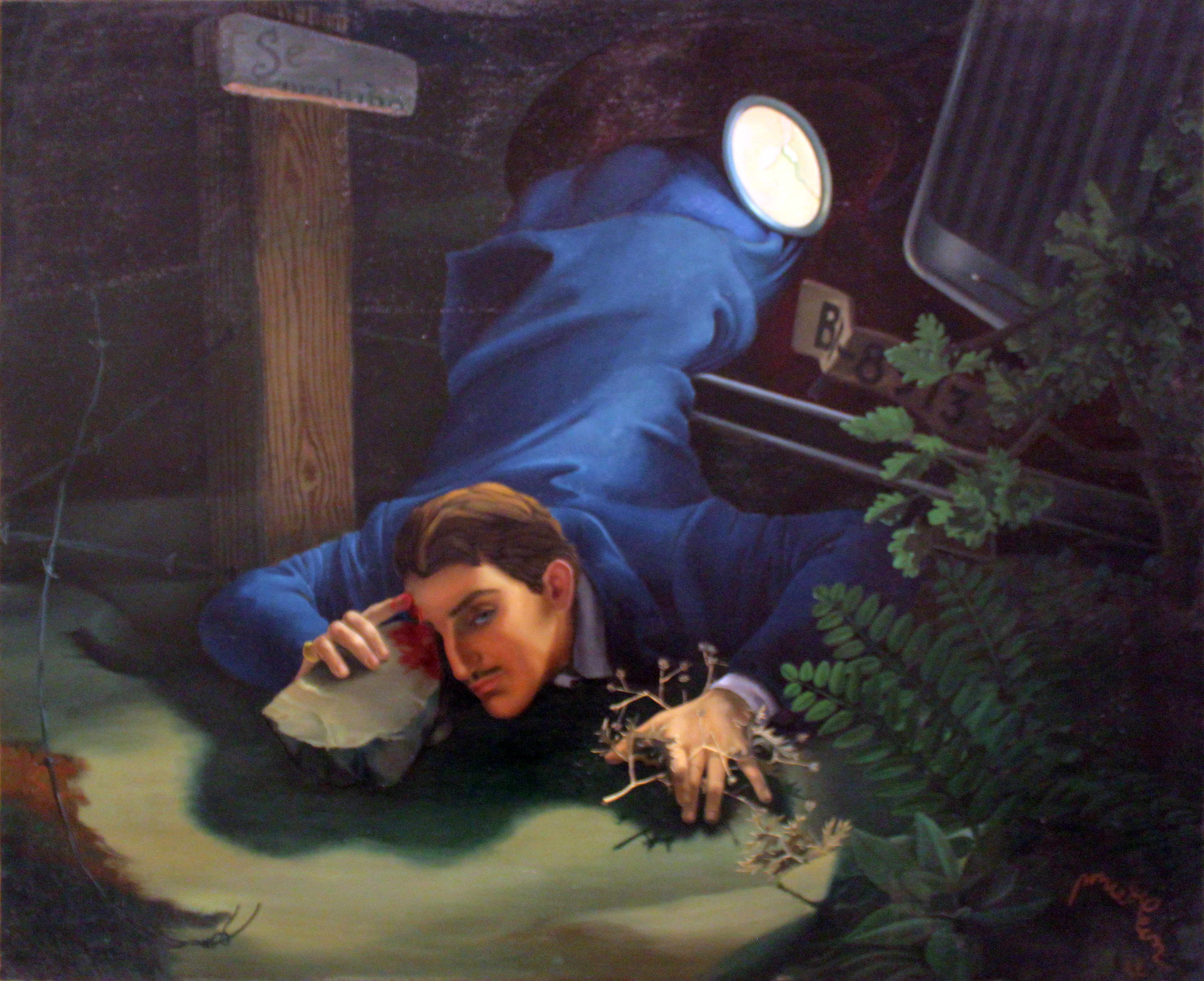
Autorretrato (accidente), 1936

Con veinticuatro años se traslada a París, donde de unos seis meses, relacionándose estrechamente con Pablo Picasso. Ese año de 1930 expuso en la Exposición de Arquitectura y Pintura Moderna de San Sebastián. Lorca pidió a Ponce de León en estos primeros años de la década de 1930 que realizara algunos decorados para los espectáculos de La Barraca. También realizará diseños para cubiertas de libros e incluso hará incursiones en el cine. Participó en la exposición organizada por la Sociedad de Artistas Ibéricos en la Galería Flechtheim de Berlín (diciembre de 1932-enero de 1933).
Vinculado a la Falange Española desde su fundación en octubre de 1933, realiza labores de propaganda diseñando una serie de carteles para el movimiento y fundando el cineclub del Sindicato Español Universitario (SEU). Actor y director de cine, Ponce de León dirige en 1934 el film Niños y en 1935 colabora con Edgar Neville en la película Do, Re, Mi, Fa, Sol (la vida privada de un tenor). En la Exposición Nacional de Bellas Artes de 1936 presenta su obra más conocida: Autorretrato (accidente), en parte premonitorio de su inmediato futuro. El 20 de septiembre de 1936 fue detenido en la puerta de su domicilio —paseo de la Castellana, 2— y trasladado a la checa de Fomento; nueve días después su cadáver fue encontrado en una cuneta de Vicálvaro. Otros hombres de su familia también corrieron una suerte trágica; así, hacia el 30 de septiembre fueron asesinados en la carretera de Vallecas su padre, Juan Ponce de León y Encina y su hermano Guillermo, abogado en ejercicio; su hermano Juan fue fusilado el 7 de noviembre de 1936.